# Hastsal
Hastsal là một thị trấn thống kê (census town) của quận West thuộc bang Delhi, Ấn Độ.

## Nhân khẩu
Theo điều tra dân số năm 2001 của Ấn Độ, Hastsal có dân số 85.848 người. Phái nam chiếm 55% tổng số dân và phái nữ chiếm 45%. Hastsal có tỷ lệ 64% biết đọc biết viết, cao hơn tỷ lệ trung bình toàn quốc là 59,5%: tỷ lệ cho phái nam là 71%, và tỷ lệ cho phái nữ là 54%. Tại Hastsal, 18% dân số nhỏ hơn 6 tuổi.